# Indijska pravoslavna Crkva
Indijska pravoslavna Crkva (Malankarska sirijska pravoslavna crkva) je autokefalna istočno-pravoslavna crkva koja djeluje u indijskoj državi Kerala. Predstavlja jednu od crkva indijske zajednice kršćana svetog Tome, čiji pripadnici vode podrijetlo od crkve koju je prema predaji u 1. stoljeću uspostavio Apostol Toma. Crkvu vodi autonomni Katolikos Istoka, ali i dalje održava veze sa Sirijskom pravoslavnom crkvom i njenim poglavarom patrijarhom Antiohije.
Kroz povijest su svi tomokršćani imali isto vodstvo i liturgiju, odnosno bili povezani s Crkvom istoka sa sjedištem u Perziji. Od 16. stoljeća su portugalski isusovci toj zajednici pokušali nametnuti latinski obred i puno zajedništvo s Katoličkom crkvom. Nezadovoljstvo takvim nastojanjima je potaklo najveći dio zajednice da se pridruži arhiđakonu Tomi koji je 1653. položio zakletvu da se nikada neće pokoriti Portugalcima. 
Arhiđakon Toma je crkvu preveo pod jurisdikciju Sirijske pravoslavne crkve. Međutim, sporovi između patrijarha u Antiohiji i lokalnog svećenstva su se povećali te se 1912. godine ta crkva podijelila na dva dijela - Malankara pravoslavnu sirijsku crkvu i Jakobitsku sirijsku kršćansku crkvu. Crkva u teološkom smislu pripada istočnom pravoslavlju i prihvaća alekandrijsku kristologiju, te koristi zapadnosirijski obred.

## Vanjske poveznice
- ICON (Indian Christian Orthodox Network)  Arhivirana inačica izvorne stranice od 23. veljače 2021. (Wayback Machine)
- Indian Orthodox Diaspora Secretariat website